# Büro des Landes Berlin bei der Europäischen Union
Das Büro des Landes Berlin bei der Europäischen Union ist die Landesvertretung Berlins bei der Europäischen Union mit Sitz in Brüssel. Sie unterstützt die Berliner Senatsverwaltung in der Umsetzung der Berliner Europapolitik.

## Organisation
Das Büro des Landes Berlin bei der EU in Brüssel ist gleichzeitig das Referat III B in der Berliner Senatsverwaltung für Kultur und Europa.

## Aufgaben und Ziele
- Das Büro dient der Information der Berliner Verwaltung über aktuelle Entwicklungen im legislativen und nicht-legislativen Bereich der EU-Politik, insbesondere im Bereich der EU-Strukturfonds und der EU-Förderprogramme („Früherkennungssystem“).
- Es soll Berliner Interessen und Positionen in den europäischen Meinungsbildungs- und Entscheidungsprozess, insbesondere durch Kontaktpflege zu den europäischen Institutionen wie Europäische Kommission, Rat und Europäisches Parlament, zu Regional- und Kommunalbüros, Netzwerken (z. B. Eurocities, Hauptstädte und Hauptstadtregionen) und Verbänden einbringen.
- Es dient der Vorbereitung von Sitzungen des Ausschusses der Regionen für die Berliner Mitglieder und der Darstellung der Landesinteressen und Landeskompetenzen durch die Konzeption und Organisation von Fachveranstaltungen u. a. in Kooperation mit der Repräsentanz der Berliner Wirtschaft (Berlin Partner für Wirtschaft und Technologie GmbH) und der Vertretung des Landes Brandenburg bei der EU.
- Es soll die weitere Stärkung der Europakompetenzen der Berliner Verwaltung durch die Initiierung und Organisation von Fortbildungsseminaren und Besuchen in Brüssel für Führungskräfte der Senatsverwaltungen, Bezirke und nachgeordneten Behörden fördern.
- Weitere Ziele sind die Entwicklung bzw. Unterstützung von europäischen Kooperationsprojekten, die Erstberatung zu europäischen Fördermitteln, die Unterstützung der städtepartnerschaftlichen Zusammenarbeit zwischen der Hauptstadtregion Brüssel und Berlin und die Präsentation der kulturellen Vielfalt Berlins und allgemeine Information über Berlin für nationale und internationale Besuchergruppen sowie bei Anfragen aus Belgien.